# Zinedine Boutmène
Zinedine Boutmène (Hussein Dey, 21 ottobre 2000) è un calciatore algerino, attaccante dell'ASO Chlef.

## Carriera

### Club
Cresciuto nel settore giovanile dell'NA Hussein Dey, debutta in prima squadra l'11 maggio 2019 in occasione dell'incontro di Ligue 1 pareggiato 0-0 contro l'ES Sétif.
Nel 2020 passa a titolo definitivo all'Étoile du Sahel.

### Nazionale
Nel novembre 2021 viene convocato dal CT della nazionale algerina per disputare la Coppa araba FIFA 2021. Fa il suo esordio assoluto il 1º dicembre seguente rimpiazzando Baghdad Bounedjah al 79' del match vinto 4-0 contro il Sudan.

## Statistiche
Statistiche aggiornate al 10 dicembre 2021.

### Presenze e reti nei club
| Stagione        | Squadra         | Campionato      | Campionato | Campionato | Coppe nazionali | Coppe nazionali | Coppe nazionali | Coppe continentali | Coppe continentali | Coppe continentali | Altre coppe | Altre coppe | Altre coppe | Totale | Totale | Totale |
| Stagione        | Squadra         | Comp            | Pres       | Reti       | Comp            | Pres            | Reti            | Comp               | Pres               | Reti               | Comp        | Pres        | Reti        | Pres   | Reti   |        |
| --------------- | --------------- | --------------- | ---------- | ---------- | --------------- | --------------- | --------------- | ------------------ | ------------------ | ------------------ | ----------- | ----------- | ----------- | ------ | ------ | ------ |
| 2018-2019       | NA Hussein Dey  | L1              | 6          | 0          | CA              | 0               | 0               |                    | -                  | -                  |             | -           | -           | 6      | 0      |        |
| 2019-2020       | NA Hussein Dey  | L1              | 18         | 1          | CA              | 0               | 0               |                    | -                  | -                  |             | -           | -           | 18     | 1      |        |
| 2020-2021       | Étoile du Sahel | L1              | 9          | 2          | CT              | 0               | 0               |                    | -                  | -                  |             | -           | -           | 9      | 2      |        |
| 2021-2022       | Étoile du Sahel | L1              | 6          | 0          | CT              | 0               | 0               | CCL                | 2                  | 0                  |             | -           | -           | 8      | 0      |        |
| Totale carriera | Totale carriera | Totale carriera | 39         | 3          |                 | 0               | 0               |                    | 2                  | 0                  |             | -           | -           | 41     | 3      |        |

### Cronologia presenze e reti in nazionale
| Cronologia completa delle presenze e delle reti in nazionale ― Algeria | Cronologia completa delle presenze e delle reti in nazionale ― Algeria | Cronologia completa delle presenze e delle reti in nazionale ― Algeria | Cronologia completa delle presenze e delle reti in nazionale ― Algeria | Cronologia completa delle presenze e delle reti in nazionale ― Algeria | Cronologia completa delle presenze e delle reti in nazionale ― Algeria | Cronologia completa delle presenze e delle reti in nazionale ― Algeria | Cronologia completa delle presenze e delle reti in nazionale ― Algeria |
| Data                                                                   | Città                                                                  | In casa                                                                | Risultato                                                              | Ospiti                                                                 | Competizione                                                           | Reti                                                                   | Note                                                                   |
| ---------------------------------------------------------------------- | ---------------------------------------------------------------------- | ---------------------------------------------------------------------- | ---------------------------------------------------------------------- | ---------------------------------------------------------------------- | ---------------------------------------------------------------------- | ---------------------------------------------------------------------- | ---------------------------------------------------------------------- |
| 1-12-2021                                                              | Ar Rayyan                                                              | Algeria                                                                | 4 – 0                                                                  | Sudan                                                                  | Coppa araba FIFA 2021 - 1º turno                                       | -                                                                      | 79’                                                                    |
| 4-12-2021                                                              | Al Wakrah                                                              | Libano                                                                 | 0 – 2                                                                  | Algeria                                                                | Coppa araba FIFA 2021 - 1º turno                                       | -                                                                      | 87’                                                                    |
| 7-12-2021                                                              | Al Wakrah                                                              | Algeria                                                                | 1 – 1                                                                  | Egitto                                                                 | Coppa araba FIFA 2021 - 1º turno                                       | -                                                                      | 75’                                                                    |
| 12-12-2021                                                             | Doha                                                                   | Marocco                                                                | 2 – 2 dts (5 – 7 dtr)                                                  | Algeria                                                                | Coppa araba FIFA 2021 - Quarti di finale                               | -                                                                      | 73’                                                                    |
| Totale                                                                 |                                                                        | Presenze                                                               | 4                                                                      |                                                                        | Reti                                                                   | 0                                                                      |                                                                        |

## Palmarès

### Nazionale
- Coppa araba FIFA: 1

Qatar 2021